# Anarhistični terorizem
Anarhistični terorizem je izraz, ki je nastal zaradi obsežnega vseevropskega fenomena atentatov in drugih napadov zlasti med letoma 1870 in 1920, ki so jih izvajali anarhisti. To je vzrokovalo, da so strokovnjaki napravili posebno kategorijo anarhističnega terorizma. Gre za obliko, ki napada na prvem mestu oblastniške tarče: vrhnje politične osebnosti, njihove mehanizme in imetje ter državne ustanove in sploh obstoječi sistem države. Revolucionarji so med drugim tako eliminirali ameriškega predsednika Williama McKinleya leta 1901. Ta politični tip terorizma pa je aktualen zaradi dejstva, da je bilo dogajanje na tako imenovanih anti-globalističnih demonstracijah začenši z letom 1999 često označeno za aktivnosti anarhistično usmerjenih terorističnih skupin. Pri tem pa je navadno šlo za poskus kriminalizacije množičnih gibanj.